# Вез (брест)
Вез, везика, везовина или бели брест (Ulmus laevis Pallas) је важећи научни назив добио 1784. године, а значење имена врсте је гладак, што се односи на лист.

## Ареал
Вез је нативан у Европи, од Француске североисточно до југа Финске, источно до Урала, и југоисточно до Бугарске и Крима; постоје и дисјунктивне популације на Кавказу. Поред тога, у Шпанији се налази мали број стабала која се сматрају реликтним вероватно пореклом од европске популације, а не интродукованим од стране човека.

## Опис врсте
Дрво високо 25-30 (35) m, са широко елиптичном круном и танким висећим гранама, достиже пречник од 1,5 m. Млади, једно или двогодишњи изданци длакави, касније голи, светлосмеђи, сјајно глатки, без плуте. На старим стаблима понекад се формирају даскасти коренови. Кора релативно танка, код старијег дрвета љушти се у смеђе, пљоснате, танке плочице, према споља савијене.
- Даскасти коренови.
- Кора.
- Лице и наличје листа.
- Цвасти веза.
- Крилате орашице веза.
- Клијавци.

Лисни пупољци су оштри, мркосмеђи, голи, са тамнијим крајевима љуспи, величине 3–6 mm и 2–3 mm ширине, одстоје. Упролеће олистава раније од других брестова. Лист продужено или округластојајаст, зашиљен на врху, при основи веома асиметричан, дуг 6–12 cm и 3–6 cm широк, по рубу двојно тестераст са српастим зупцима, са лица го, сјајнозелен, са наличја кратко длакав. Бочни нерви, којих је 12-19 пари, при врху се не деле. Лисна петељка је дуга око 8 mm.
Генеративни пупољци јајасти, тупи или зашиљени, тамносмеђи, 8–10 mm дуги и 4–7 mm широки, најчешће голи, нешто бочно стиснути. Цветови у лабавим цвастима на кончастим цветним дршкама дугим 2 cm. Перигон црвен или ружичаст, го, са 6-8 режњева који су трепавичасто длакави по ободу. Прашника 6-8, са љубичастим антерама. Тучак са ресастомаљавим, белим жигом. Цвета у марту-априлу.
Плодови на кончастим дршкама дугим 4 cm, светлосмеђи или смеђи, трепавичасто длакави по ободу, елиптични, 1-1,5 cm дуги и 1-1,2 cm широки. Плодоноси у мају. Семе је у средини плода 4–5 mm дуго и 3-3,5 mm широко.

## Биоеколошке карактеристике
У оквиру природног ареала врста је везана за алувијалне шуме, и ретко прелази висине изнад 400 m. Најчешћа је дуж река, као што су Волга и Дунав, и представља једну од ретких врста бреста која је толерана на дужа плављења, и анаеробне услове земљишта, али има веће захтеве према светлости од пољских брестова. Живи до 400 година. Иако нема урођену генетску отпорност према холандској болести, врло ретко оболева. Најсроднији је са америчким брестом.